# HILAT

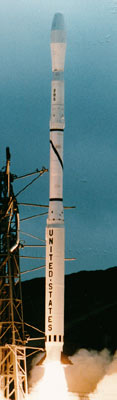
Lancement du satellite HILAT par une fusée Scout.

HILAT  ou P-83  est un petit satellite scientifique militaire américain développé pour étudier l'ionosphère. L'objectif de sa mission est d'analyser les interférences dans les communications créées par les éruptions solaires et les périodes d'activité aurorales afin de fournir des pistes permettant d'améliorer le fonctionnement des communications militaires dans les régions polaires. Le satellite a été conçu par le laboratoire Applied Physics Laboratory de l'université Johns-Hopkins pour répondre aux besoins du département de la Défense américain et placé en orbite en 1983. Il a été réalisé en modifiant le satellite Transit-O16 développé initialement pour le système de positionnement par satellites Transit. Il a fonctionné jusqu'en 1989. Une mission identique a été assignée au satellite Polar BEAR placé en orbite en 1986 .

## Objectifs scientifiques
La mission du satellite était d'effectuer des mesures à distance et in situ pour étudier la dynamique de formation des irrégularités de densité du plasma dans les parties de l'ionosphère situées dans les latitudes élevées. Les principaux objectifs de la mission : 
- Collecter des données sur l'intensité de ces irrégularités et leur forme tridimensionnelle
- Tester différentes hypothèses sur leur déplacement et la décroissance des irrégularités produisant des scintillations.
- Documenter le rôle des instabilités convectives aux latitudes élevées.
- Décrire le rôle des phénomènes particulièrement présents aux latitudes élevées tels que les précipitations des particules ou d'autres aspects du couplage entre l'ionosphère et la magnétosphère.

## Caractéristiques techniques
HILAT est un petit satellite d'une soixantaine de kilogrammes conçu en modifiant un satellite Transit-O16 développé initialement pour le système de positionnement par satellites Transit. Il est stabilisé 3 axes par gradient de gravité mais ne dispose d'aucun moyen actif pour compenser les forces de trainée ou la dérive de son orbite. Une roue à réaction permet de contrôler les mouvements de lacet. Le satellite dispose d'une mémoire de masse de 24960 bits qui est mise à jour deux fois par jour par une station d'injection. Quatre panneaux solaires longs de 168 centimètres pour 25,4 centimètres de large sont déployés en orbite fournissent 45 watts en moyenne qui sont stockés dans une batterie nickel-cadmium de 12 A-h. Le corps du satellite a la forme d'un prisme octogonal de 45,7 centimètres de côté et de 25,4 centimètres de haut. Les panneaux solaires déployés portent son envergure à 4,05 mètres. Le système de stabilisation par gradient de gravité est constitué par une perche longue de 22,86 mètres déployée en orbite qui porte à son extrémité une masse de 1,36 kilogramme. Des aimants sont utilisés pour orienter le satellite préalablement au déploiement de la perche. Le satellite est mis en rotation au cours de son lancement (pour stabiliser l'orientation durant le fonctionnement des étages du lanceur). Une fois en orbite la rotation est annulée par un yoyo.

## Instrumentation
L'instrumentation scientifique comprend les instruments suivants :
- Une balise radio fonctionnant sur les longueurs d'onde 138, 390, 413, 436 et 1239 MHz pour mesurer la densité électronique des phénomènes de scintillation.
- Un instrument de mesure du plasma : sonde de Langmuir, instrument de mesure de la concentration des ions et de leur vitesse.
- Un magnétomètre vectoriel.
- Un spectromètre à électrons (20 eV-20 keV).
- Un photomètre imageur pour les aurores boréales.

## Déroulement de la mission
Le satellite est placé le 23 juin 1983  sur une orbite basse (830 km, inclinaison orbitale de 82,2°) par un lanceur Scout G1 décollant de la base de lancement de Vandenberg en Californie. L'orbite de la sonde est animé d'un mouvement de précession qui fait pivoter son plan orbital qui fait le tour du globe en 6 mois. Cela permet d'observer les phénomènes auroraux à toutes les heures de la journée. La sonde de Langmuir tombe en panne dès le lancement tandis que le photomètre imageur cesse de fonctionner le 23 juillet 1983. Tous les autres instruments fonctionnent jusqu'à la défaillance du système de production d'énergie qui se produit le 5 juin 1989. Le satellite Polar BEAR, lancé en 1986, poursuit les recherches menées par HILAT.